# Ringo (série télévisée)
Ringo  est une telenovela mexicaine diffusée du 21 janvier au 12 mai 2019 sur Las Estrellas

## Synopsis
Ringo est un jeune homme qui a consacré sa vie à la boxe. Au sommet de sa carrière, il perd le titre national à l'annonce de la mort de son frère. À partir de ce moment, Ringo décide de se retirer de la boxe. Gloria, sa femme, le quitte pour aller vivre avec El Turco, le principal rival de Ringo sur le ring. La décision de Gloria laisse à Ringo le soin de s'occuper de son fils Santi. Ensuite, Gloria reviendra réclamer la garde de son fils et, dans cette situation, Ringo devra obtenir un emploi à revenu fixe pour pouvoir garder son fils. Il décide de retourner en boxe avec l'objectif clair d'être couronné champion.

## Distribution
- Luz Ramos : Rosa Montes
- César Évora : Don Oscar Villar
- Hugo Aceves : Lubén Coronel
- Marlene Kalb : La Zorra Gutiérrez
- Mariana Torres : Julia Garay
- Otto Sirgo : Iván Garay
- Óscar Bonfiglio : Manuel Ochoa
- José Ron : Don Juan José Ramriez
- Arturo Carmona : Alejo Correa
- Alfredo Gatica : Ariel Nasif
- Gabriela Carrillo : Gloria Ortiz
- Luz Edith Rojas : Brenda Garay
- Edsa Ramírez : Eva Ochoa Garay
- José Manuel Rincón : Rafael
- Santiago González : Máximo Duarte
- Francisco Pizaña : Carrizo
- José Manuel Lechuga : Pepe Toledo
- Paco Luna : Guachín
- Patricio de la Garza : Santiago Ramírez
- Pierre Louis : Javier «Gavilán» Menchaca
- Jorge Poza : Don Diego Jáuregui
- Salvador Sánchez : Don Rigoberto Correa

## Diffusion
- Las Estrellas (2019)

## Autres versions
- Sos mi hombre (Canal 13, 2012-2013)

### Sources
- (en) Cet article est partiellement ou en totalité issu de l’article de Wikipédia en anglais intitulé « Ringo (telenovela) » (voir la liste des auteurs).